# Redbad, rege al frizonilor
Redbad sau Radbod (d. 719) a fost un rege sau duce al frizonilor din jurul anului 680 până la moartea sa. Este considerat ultimul conducător independent al Friziei înainte de dominația francă. L-a învins pe Charles Martel în bătălia de la Köln, dar, în cele din urmă, Charles i-a învins și obligat pe frizoni să se predea. Radbod a murit în 719, dar după câțiva ani succesorii săi au reînceput lupta împotriva puterii francilor.

## Domnia
În timp ce predecesorul său, regele Aldegisel, a acceptat creștinismul în domeniul său, Redbad a încercat să extirpe religia și să își elibereze poporul de sub conducerea francilor. În 689, Redbad a fost, cu toate acestea, învins de Pippin de Herstal în bătălia de la Dorestad și obligat să cedeze Frisia de Vest (Frisia Citerior) francilor.
Între 690 și 692, Utrechtul a căzut în mâinile lui Pippin de Herstal. Acest lucru a oferit controlul asupra rutelor comerciale importante de pe Rin și Marea Nordului. Unele surse spun că, după această înfrângere, Radbod s-a retras, în 697, pe insula Helgoland, alții spun că s-a refugiat într-o parte al Țărilor de Jos, care este încă cunoscut sub numele de Friesland.
În această perioadă a existat o arhiepiscopiei sau episcopiei a frizonilor fondată de Willibrord, de asemenea, a avut loc o căsătorie între Grimoald cel Tânăr, cel mai mare fiu lui Pippin, și Thiadsvind, fiica lui Radbod, în 711.
La moartea lui Pippin în 714, Redbad a luat din nou inițiativa. La forțat pe sfântul Willibrord și pe călugării acestuia să fugă, avansând până la Köln, unde l-a învins pe Charles Martel, fiul lui Pippin, în 716. În cele din urmă, Charles i-a invins pe frizoni. Redbad a murit în 719, dar urmași săi au continuat lupta împotriva francilor.
Ca un exemplu de putere, regele Radbod, spre sfârșitul vieții sale, a anunțat că s-a angajat în crearea unei armate suficientă pentru a înfricoșa Franța.

## Relația cu Biserica
În a doua călătorie al sfântului Bonifaciu la Roma, Wulfram (sau Vulfran), un călugăr și fost arhiepiscop de Sens a încercat să convertească pe Radbod, dar eșuând s-a întors la Fontenelle. Se spune că Radbod a fost aproape botezat, dar a refuzat când i s-a spus că el nu va fi capabil să și găsească strămoșii săi în cer după moartea sa, deoarece a preferat să-și petreacă veșnicia în iad cu părinții săi păgâni decât în rai cu dușmanii săi, în special francii. Aceasta legenda este spusă adeseori cu episcopul Willibrord.
Willibrord a încercat acest lucru în timp ce o misiune carolingiană sponsorizată în Frisia cu scopul expres de a încerca să-i convertească pe frizoni păgâni, în speranța că, odată convertiți la creștinism, francii ar putea obține controlul comerțului în portul Dorestad.

## În artă
În Lohengrin a lui Richard Wagner un anumit Radbod, conducător al frizonilor este menționat ca tatăl lui Ortrud. Este posibil ca Wagner s-a gândit la Radbod istoric, deși el a murit cu 150 de ani înainte de nașterea lui Henric I al Germaniei, un alt personaj în operă, care nu ar putea, prin urmare, să fie contemporan cu fiica lui Radbod.
În seria de nuvele The Hammer and the Cross a lui Harry Harrison, Radbod devine fondator al "Căii", un cult păgân organizat, creat pentru a combate eforturile depuse de misionarii creștini.